# Mine antichar 60
La mine antichar 60, en abréviation militaire Min ach 60, est une mine terrestre antichar fonctionnant par pression en service dans l'armée suisse depuis son introduction en 1960 jusqu'à nos jours où elle est toujours en service en parallèle avec la mine antichar 88. Elle remplaça la mine antichar 53.

## Description
Il s'agit d'une mine antichar non-métallique ce qui est un atout dans le cas de détection par détecteur de métal. Elle est capable de détruire les chenilles d'un char d'assaut jusqu'à une largeur de 70 cm. Elle fonctionne par pression, avec la calotte de pression DkT 60 où 300 kg de pression sont nécessaires à son déclenchement ou avec la fusée DkZ 60 où 30 kg de pression sont nécessaires à son déclenchement. Son enveloppe constituée par de l'explosif coulé, camouflé en gris-vert. Elle peut être posée à même le sol, par exemple pour établir un barrage de mines rapidement, elle peut aussi être recouverte ou enterrée. Son poids total est de 6,9 kg, dont 6,25 kg de l'explosif trialen. Un projet vise à la remplacer par une nouvelle mine antichar électronique, le projet Drucktellermine 2001.